# Saison 2009-2010 du Clermont Foot Auvergne 63
Chronologie
Saison précédente Saison suivante
La saison 2009-2010 du Clermont Foot Auvergne 63, club de football français, voit le club évoluer en Ligue 2.

## Transferts

### Été 2009
| Nom                 | Nationalité                      | Transfert      | Provenance/Destination | Division           |
| Arrivées            |                                  |                |                        |                    |
| Eugène Ekobo        | Cameroun                         |                | RC Strasbourg          | Ligue 1            |
| Ahmed Madouni       | Algérie                          |                | Al Gharrafa Doha       | Qatar Stars League |
| Steven Pinto-Borges | France                           |                | EA Guingamp            | Ligue 2            |
| Jacques Salze       | France                           |                | US Créteil-Lusitanos   | National           |
| Nicolas Haquin      | France                           |                | EA Guingamp            | Ligue 2            |
| Retour de prêts     |                                  |                |                        |                    |
| Prêts               |                                  |                |                        |                    |
| Yacine Brahimi      | France                           |                | Stade rennais          | Ligue 1            |
| Carlo Vecchione     | Italie                           |                | Juventus               | Serie A            |
| Romain Armand       | France                           |                | Montpellier HSC        | Ligue 1            |
| Signatures pros     |                                  |                |                        |                    |
| Départs             |                                  |                |                        |                    |
| Mickaël Poté        | Bénin                            |                | OGC Nice               | Ligue 1            |
| Bruno Grougi        | France                           |                | Stade brestois         | Ligue 2            |
| Thomas Mienniel     | France                           |                | Angers SCO             | Ligue 2            |
| Christophe Coué     | France                           |                | Stade lavallois        | Ligue 2            |
| Mamadou Baldé       | Sénégal                          | Fin de contrat |                        |                    |
| Retour de prêts     |                                  |                |                        |                    |
| Guillaume Loriot    | France                           | Fin de prêt    | Le Mans UC 72          | Ligue 1            |
| Granddi Ngoyi       | République démocratique du Congo | Fin de prêt    | Paris SG               | Ligue 1            |
| Basile Camerling    | France                           | Fin de prêt    | AS Nancy-Lorraine      | Ligue 1            |
| Lhadji Badiane      | France                           | Fin de prêt    | Stade rennais          | Ligue 1            |
| Baptiste Martin     | France                           | Fin de prêt    | AJ Auxerre             | Ligue 1            |
| Kévin Bru           | France                           | Fin de prêt    | Stade rennais          | Ligue 1            |
| Prêts               |                                  |                |                        |                    |

### Hiver 2010
| Nom               | Nationalité | Transfert | Provenance/Destination | Division |
| Arrivées          |             |           |                        |          |
| Retour de prêts   |             |           |                        |          |
| Prêts             |             |           |                        |          |
| Loris Arnaud      | France      |           | Paris SG               | Ligue 1  |
| Signatures pros   |             |           |                        |          |
| Départs           |             |           |                        |          |
| Mustapha Yatabaré | Mali        |           | US Boulogne            | Ligue 1  |
| Retour de prêts   |             |           |                        |          |
| Prêts             |             |           |                        |          |

## Coupe de France
| 7e tour Samedi 21 novembre 2009 | Yzeure              | 1 - 1 | Clermont          | 18:30 - Stade de Bellevue, Yzeure |                     |
|                                 | Nicolas Boulate 49e |       | Mehdi Benatia 36e | Spectateurs : 1 700               | Spectateurs : 1 700 |
|                                 | Tirs au but 4-3     |       |                   | Spectateurs : 1 700               | Spectateurs : 1 700 |

## Coupe de la Ligue
| 1er tour Samedi 1er août 2009 | Châteauroux | 0 - 1 | Clermont            | 19:00 - Stade Gaston-Petit, Châteauroux       |                                               |
|                               |             |       | Cédric Bockhorni 2e | Spectateurs : 3 029 Arbitrage : William Lavis | Spectateurs : 3 029 Arbitrage : William Lavis |

| 2e tour Mardi 25 août 2009 | Clermont         | 1 - 0 | Istres | 20:00 - Stade Gabriel-Montpied, Clermont-Ferrand |                                              |
|                            | Chafik Najih 48e |       |        | Spectateurs : 1 631 Arbitrage : Ludovic Remy     | Spectateurs : 1 631 Arbitrage : Ludovic Remy |

| Seizième de finale Mardi 22 septembre 2009 | Clermont                                                       | 3 - 1 | Vannes                     | 20:00 - Stade Gabriel-Montpied, Clermont-Ferrand |                                              |
|                                            | Nicolas Haquin 10e · Nicolas Haquin 45+2e · Nicolas Haquin 82e |       | Abdoul Razzagui Camara 72e | Spectateurs : 2 485 Arbitrage : Ruddy Buquet     | Spectateurs : 2 485 Arbitrage : Ruddy Buquet |

| Huitième de finale Mardi 12 janvier 2010 | Sedan             | 1 - 0 | Clermont | 20:00 - Stade Louis-Dugauguez, Sedan           |                                                |
|                                          | Alexis Allart 58e |       |          | Spectateurs : 3 300 Arbitrage : Bertrand Layec | Spectateurs : 3 300 Arbitrage : Bertrand Layec |

## Ligue 2
| Bilan des matches |    |    |    |    |    |    |    |    |    |    |    |    |    |    |    |    |    |    |    |    |    |    |    |    |    |    |    |    |    |    |    |    |    |    |    |    |    |    |
| Journée           | 01 | 02 | 03 | 04 | 05 | 06 | 07 | 08 | 09 | 10 | 11 | 12 | 13 | 14 | 15 | 16 | 17 | 18 | 19 | 20 | 21 | 22 | 23 | 24 | 25 | 26 | 27 | 28 | 29 | 30 | 31 | 32 | 33 | 34 | 35 | 36 | 37 | 38 |
| Lieu              | D  | E  | D  | E  | D  | E  | D  | D  | E  | D  | E  | D  | E  | D  | E  | D  | E  | D  | E  | D  | E  | D  | E  | E  | E  | D  | E  | D  | D  | E  | D  | E  | D  | E  | D  | E  | D  | E  |
| Résultat          | D  | D  | N  | D  | N  | N  | V  | V  | D  | D  | V  | V  | N  | D  | D  | D  | V  | V  | N  | V  | N  | D  | V  | V  | N  | D  | D  | D  | V  | V  | N  | V  | V  | V  | N  | D  | V  | D  |
| Class.            | 14 | 17 | 18 | 20 | 20 | 20 | 15 | 12 | 17 | 18 | 14 | 12 | 12 | 13 | 15 | 17 | 15 | 11 | 12 | 11 | 11 | 11 | 10 | 9  | 11 | 12 | 13 | 12 | 8  | 10 | 10 | 8  | 5  | 4  | 4  | 5  | 5  | 6  |

      Relégable

### Phase aller
| Journée 1 Vendredi 7 août 2009 14e place 0 point | Clermont             | 1 – 2 | Arles-Avignon                                    | 20:00 - Stade Gabriel-Montpied, Clermont-Ferrand |                                                 |
|                                                  | Cédric Bockhorni 34e |       | Abdelmalek Cherrad 12e (pen.) · Kaba Diawara 65e | Spectateurs : 4 475 Arbitrage : Frank Schneider  | Spectateurs : 4 475 Arbitrage : Frank Schneider |

| Journée 2 Vendredi 14 août 2009 17e place 0 point | Nantes                                                             | 3 – 2 | Clermont                                | 20:30 - Stade de la Beaujoire, Nantes          |                                                |
|                                                   | Stéphane Darbion 2e (pen.) · Ivan Klasnić 53e · Tenema N'Diaye 64e |       | Ahmed Madouni 22e · Romain Armand 90+3e | Spectateurs : 14 193 Arbitrage : Olivier Thual | Spectateurs : 14 193 Arbitrage : Olivier Thual |

| Journée 3 Vendredi 18 août 2009 18e place 1 point | Clermont | 0 – 0 | Laval | 20:00 - Stade Gabriel-Montpied, Clermont-Ferrand |
|                                                   |          |       |       | Spectateurs : 4 180 Arbitrage : Yohann Rouinsard |

| Journée 4 Vendredi 21 août 2009 20e place 1 point | Sedan                                | 2 – 1 | Clermont              | 20:00 - Stade Louis-Dugauguez, Sedan           |                                                |
|                                                   | Anté Rozić 39e · Marcus Mokaké 90+1e |       | Mustapha Yatabaré 87e | Spectateurs : 7 329 Arbitrage : Olivier Husset | Spectateurs : 7 329 Arbitrage : Olivier Husset |

| Journée 5 Vendredi 28 août 2009 20e place 2 points | Clermont | 0 – 0 | Châteauroux | 20:30 - Stade Gabriel-Montpied, Clermont-Ferrand |
|                                                    |          |       |             | Spectateurs : 3 816 Arbitrage : Abdelali Chaoui  |

| Journée 6 Vendredi 11 septembre 2009 20e place 3 points | Ajaccio          | 1 – 1 | Clermont           | 20:30 - Stade François-Coty, Ajaccio              |                                                   |
|                                                         | Julien Viale 24e |       | Nicolas Haquin 74e | Spectateurs : 1 701 Arbitrage : Nicolas Rainville | Spectateurs : 1 701 Arbitrage : Nicolas Rainville |

| Journée 7 Vendredi 18 septembre 2009 15e place 6 points | Clermont                                                             | 3 – 0 | Strasbourg | 20:30 - Stade Gabriel-Montpied, Clermont-Ferrand |                                                  |
|                                                         | Mickaël Murcy 47e · Mustapha Yatabaré 57e (pen.) · Samuel Darchy 79e |       |            | Spectateurs : 3 604 Arbitrage : Dominique Julien | Spectateurs : 3 604 Arbitrage : Dominique Julien |

| Journée 8 Vendredi 25 septembre 2009 12e place 9 points | Clermont                                                          | 3 – 2 | Angers                                    | 20:00 - Stade Gabriel-Montpied, Clermont-Ferrand |                                               |
|                                                         | Yacine Brahimi 49e · Rachid Hamdani 63e · Mustapha Yatabaré 90+2e |       | Anthony Modeste 67e · Anthony Modeste 76e | Spectateurs : 4 096 Arbitrage : William Lavis    | Spectateurs : 4 096 Arbitrage : William Lavis |

Vidéos des 8 premiers matches : http://www.clermontfoot.com/videos?page=7&tid=2
| Journée 9 Vendredi 2 octobre 2009 17e place 9 points | Brest                                        | 2 – 0 | Clermont | 20:00 - Stade Francis-Le Blé, Brest             |                                                 |
|                                                      | Benoît Lesoimier 15e · Grégory Lorenzi 90+2e |       |          | Spectateurs : 6 807 Arbitrage : Frank Schneider | Spectateurs : 6 807 Arbitrage : Frank Schneider |

| Journée 10 Vendredi 16 octobre 2009 18e place 9 points | Clermont             | 1 – 3 | Caen                                                          | 20:30 - Stade Gabriel-Montpied, Clermont-Ferrand |                                                |
|                                                        | Martin Douillard 61e |       | Steeven Langil 50e · Benjamin Nivet 69e · Kandia Traoré 90+2e | Spectateurs : 4 151 Arbitrage : Bertrand Layec   | Spectateurs : 4 151 Arbitrage : Bertrand Layec |

| Journée 11 Vendredi 23 octobre 2009 14e place 12 points | Vannes               | 1 – 2 | Clermont                                   | 20:00 - Stade de la Rabine, Vannes             |                                                |
|                                                         | Patrick Leugueun 38e |       | Mustapha Yatabaré 22e · Rachid Hamdani 23e | Spectateurs : 3 158 Arbitrage : Olivier Husset | Spectateurs : 3 158 Arbitrage : Olivier Husset |

| Journée 12 Mardi 27 octobre 2009 12e place 15 points | Clermont                                | 2 – 0 | Istres | 20:00 - Stade Gabriel-Montpied, Clermont-Ferrand  |                                                   |
|                                                      | Nicolas Haquin 75e · Nicolas Haquin 83e |       |        | Spectateurs : 3 969 Arbitrage : Bartolomeu Varela | Spectateurs : 3 969 Arbitrage : Bartolomeu Varela |

| Journée 13 Vendredi 30 octobre 2009 12e place 16 points | Tours              | 1 – 1 | Clermont           | 20:00 - Stade de la Vallée du Cher, Tours       |                                                 |
|                                                         | Olivier Giroud 16e |       | Nicolas Haquin 43e | Spectateurs : 5 810 Arbitrage : Stéphane Djouzi | Spectateurs : 5 810 Arbitrage : Stéphane Djouzi |

| Journée 14 Vendredi 6 novembre 2009 13e place 16 points | Clermont | 0 – 1 | Nîmes              | 20:00 - Stade Gabriel-Montpied, Clermont-Ferrand |                                              |
|                                                         |          |       | Jonathan Ayité 52e | Spectateurs : 4 797 Arbitrage : Ludovic Remy     | Spectateurs : 4 797 Arbitrage : Ludovic Remy |

| Journée 15 Vendredi 30 octobre 2009 15e place 16 points | Metz                                | 2 – 1 | Clermont           | 20:00 - Stade Saint-Symphorien, Longeville-lès-Metz |                                                 |
|                                                         | Victor Mendy 71e · Papiss Cissé 80e |       | Nicolas Haquin 76e | Spectateurs : 7 006 Arbitrage : Frank Schneider     | Spectateurs : 7 006 Arbitrage : Frank Schneider |

| Journée 16 Mardi 1er décembre 2009 17e place 16 points | Clermont | 0 – 2 | Dijon                                     | 20:00 - Stade Gabriel-Montpied, Clermont-Ferrand |                                                 |
|                                                        |          |       | Sebastián Ribas 62e · Nicolas Belvito 82e | Spectateurs : 4 074 Arbitrage : Stéphane Djouzi  | Spectateurs : 4 074 Arbitrage : Stéphane Djouzi |

| Journée 17 Vendredi 4 décembre 2009 15e place 19 points | Bastia          | 1 – 3 | Clermont                                                       | 20:00 - Stade Armand-Cesari, Furiani            |                                                 |
|                                                         | Féthi Harek 56e |       | Mustapha Yatabaré 4e · Yacine Brahimi 17e · Nicolas Haquin 43e | Spectateurs : 2 973 Arbitrage : Abdelali Chaoui | Spectateurs : 2 973 Arbitrage : Abdelali Chaoui |

| Journée 18 Vendredi 18 décembre 2009 11e place 22 points | Clermont          | 1 – 0 | Le Havre | 20:00 - Stade Gabriel-Montpied, Clermont-Ferrand      |                                                       |
|                                                          | Jacques Salze 40e |       |          | Spectateurs : 3 750 Arbitrage : Jean-Charles Cailleux | Spectateurs : 3 750 Arbitrage : Jean-Charles Cailleux |

| Journée 19 Mardi 22 décembre 2009 12e place 23 points | Guingamp                    | 1 – 1 | Clermont                  | 20:00 - Stade du Roudourou, Guingamp          |                                               |
|                                                       | Thibault Giresse 71e (pen.) |       | Yacine Brahimi 64e (pen.) | Spectateurs : 10 183 Arbitrage : Ludovic Remy | Spectateurs : 10 183 Arbitrage : Ludovic Remy |

### Phase retour
| Journée 20 Vendredi 15 janvier 2010 11e place 26 points | Clermont                             | 2 – 0 | Nantes | 20:00 - Stade Gabriel-Montpied, Clermont-Ferrand |                                                 |
|                                                         | Chafik Najih 36e · Romain Armand 80e |       |        | Spectateurs : 4 376 Arbitrage : Frank Schneider  | Spectateurs : 4 376 Arbitrage : Frank Schneider |

Vidéos des journées 09 à 20 : http://www.clermontfoot.com/videos?page=6&tid=2
| Journée 21 Mardi 19 janvier 2010 11e place 27 points | Laval | 0 – 0 | Clermont | 20:00 - Stade Francis-Le-Basser, Laval         |
|                                                      |       |       |          | Spectateurs : 4 519 Arbitrage : Amaury Delerue |

| Journée 22 Vendredi 29 janvier 2010 11e place 27 points | Clermont | 0 – 3 | Sedan                                                      | 20:00 - Stade Gabriel-Montpied, Clermont-Ferrand |                                                |
|                                                         |          |       | Marcus Mokaké 9e · Marcus Mokaké 36e · Yohann Eudeline 90e | Spectateurs : 4 376 Arbitrage : Olivier Husset   | Spectateurs : 4 376 Arbitrage : Olivier Husset |

| Journée 23 Vendredi 5 février 2010 10e place 30 points | Châteauroux      | 1 – 3 | Clermont                                                       | 20:00 - Stade Gaston-Petit, Châteauroux       |                                               |
|                                                        | André Buengo 49e |       | Franck Chaussidière 64e · Loris Arnaud 68e · Mickaël Murcy 83e | Spectateurs : 6 039 Arbitrage : Philippe Chat | Spectateurs : 6 039 Arbitrage : Philippe Chat |

| Journée 25 Vendredi 19 février 2010 9e place 31 points | Strasbourg      | 1 – 1 | Clermont        | 20:00 - Stade de la Meinau, Strasbourg        |                                               |
|                                                        | Simon Zenke 76e |       | Loris Arnaud 8e | Spectateurs : 10 307 Arbitrage : Ludovic Remy | Spectateurs : 10 307 Arbitrage : Ludovic Remy |

| Journée 26 Vendredi 26 février 2010 11e place 31 points | Angers                                        | 2 – 1 | Clermont           | 20:00 - Stade Jean-Bouin, Angers              |                                               |
|                                                         | Michaël Fabre 44e (csc) · Anthony Modeste 69e |       | Nicolas Haquin 30e | Spectateurs : 5 016 Arbitrage : Wilfried Bien | Spectateurs : 5 016 Arbitrage : Wilfried Bien |

| Journée 27 Vendredi 5 mars 2010 12e place 31 points | Clermont | 0 – 1 | Brest                   | 20:00 - Stade Gabriel-Montpied, Clermont-Ferrand |                                               |
|                                                     |          |       | Bruno Grougi 61e (pen.) | Spectateurs : 4 961 Arbitrage : Cédric Cotrel    | Spectateurs : 4 961 Arbitrage : Cédric Cotrel |

| Journée 28 Vendredi 26 février 2010 13e place 31 points | Caen                                  | 2 – 1 | Clermont          | 20:00 - Stade Michel-d'Ornano, Caen                |                                                    |
|                                                         | Kandia Traoré 10e · Kandia Traoré 57e |       | Mehdi Benatia 35e | Spectateurs : 10 562 Arbitrage : Bartolomeu Varela | Spectateurs : 10 562 Arbitrage : Bartolomeu Varela |

| Journée 29 Vendredi 19 mars 2010 12e place 34 points | Clermont         | 1 – 0 | Vannes | 20:00 - Stade Gabriel-Montpied, Clermont-Ferrand |                                               |
|                                                      | Chafik Najih 49e |       |        | Spectateurs : 4 030 Arbitrage : William Lavis    | Spectateurs : 4 030 Arbitrage : William Lavis |

| Journée 24 Mardi 23 mars 2010 8e place 37 points | Clermont                                                        | 3 – 0 | Ajaccio | 20:00 - Stade Gabriel-Montpied, Clermont-Ferrand |                                                |
|                                                  | Yacine Brahimi 48e · Franck Chaussidière 51e · Chafik Najih 71e |       |         | Spectateurs : 3 671 Arbitrage : Didier Falcone   | Spectateurs : 3 671 Arbitrage : Didier Falcone |

| Journée 30 Vendredi 26 mars 2010 10e place 40 points | Istres              | 1 – 3 | Clermont                                                     | 20:00 - Stade Parsemain, Fos-sur-Mer           |                                                |
|                                                      | Mamadou Doumbia 15e |       | Nicolas Haquin 43e · Yacine Brahimi 74e · Rachid Hamdani 90e | Spectateurs : 2 248 Arbitrage : Amaury Delerue | Spectateurs : 2 248 Arbitrage : Amaury Delerue |

| Journée 31 Vendredi 2 avril 2010 10e place 41 points | Clermont | 0 – 0 | Tours | 20:00 - Stade Gabriel-Montpied, Clermont-Ferrand |
|                                                      |          |       |       | Spectateurs : 4 374 Arbitrage : Cédric Cotrel    |

| Journée 32 Vendredi 9 avril 2010 8e place 44 points | Nîmes | 0 – 1 | Clermont         | 20:00 - Stade des Costières, Nîmes                    |                                                       |
|                                                     |       |       | Chafik Najih 45e | Spectateurs : 9 418 Arbitrage : Jean-Charles Cailleux | Spectateurs : 9 418 Arbitrage : Jean-Charles Cailleux |

| Journée 33 Vendredi 16 avril 2010 5e place 47 points | Clermont                              | 2 – 0 | Metz | 20:00 - Stade Gabriel-Montpied, Clermont-Ferrand |                                               |
|                                                      | Loris Arnaud 50e · Nicolas Haquin 70e |       |      | Spectateurs : 4 633 Arbitrage : Jérôme Auroux    | Spectateurs : 4 633 Arbitrage : Jérôme Auroux |

vidéos des journées 21 à 32 : http://www.clermontfoot.com/videos?page=6&tid=2
| Journée 34 Vendredi 23 avril 2010 4e place 50 points | Dijon                                     | 2 – 3 | Clermont                                                                         | 20:00 - Stade Gaston-Gérard, Dijon                |                                                   |
|                                                      | Lynel Kitambala 21e · Alexis Zywiecki 74e |       | Yacine Brahimi 45e (pen.) · Franck Chaussidière 55e · Romain Armand 90+3e (pen.) | Spectateurs : 5 292 Arbitrage : Bartolomeu Varela | Spectateurs : 5 292 Arbitrage : Bartolomeu Varela |

| Journée 35 Vendredi 30 avril 2010 4e place 51 points | Clermont | 0 – 0 | Bastia | 20:00 - Stade Gabriel-Montpied, Clermont-Ferrand |
|                                                      |          |       |        | Spectateurs : 8 101 Arbitrage : Fredy Fautrel    |

| Journée 36 Mardi 4 mai 2010 5e place 51 points | Le Havre                             | 2 – 1 | Clermont           | 20:00 - Stade Jules-Deschaseaux, Le Havre         |                                                   |
|                                                | Walid Mesloub 40e · Brice Jovial 88e |       | Yacine Brahimi 64e | Spectateurs : 7 815 Arbitrage : Bartolomeu Varela | Spectateurs : 7 815 Arbitrage : Bartolomeu Varela |

| Journée 37 Vendredi 7 mai 2010 5e place 54 points | Clermont                                                          | 3 – 1 | Guingamp                   | 20:00 - Stade Gabriel-Montpied, Clermont-Ferrand |                                                 |
|                                                   | Romain Armand 57e (pen.) · Yacine Brahimi 67e · Romain Armand 80e |       | Fabrice Colleau 40e (pen.) | Spectateurs : 5 602 Arbitrage : Abdelali Chaoui  | Spectateurs : 5 602 Arbitrage : Abdelali Chaoui |

| Journée 38 Vendredi 14 mai 2010 6e place 54 points | Arles-Avignon       | 1 – 0 | Clermont | 20:30 - Parc des Sports, Avignon                |                                                 |
|                                                    | Benjamin Psaume 14e |       |          | Spectateurs : 7 833 Arbitrage : Philippe Malige | Spectateurs : 7 833 Arbitrage : Philippe Malige |

Vidéos des journées 33 à 38 ainsi que quelques-unes de la saison suivante : http://www.clermontfoot.com/videos?page=4&tid=2

## Statistiques
Dernière mise à jour :

### Buteurs
| Joueur              | Total | Championnat | Coupe de France | Coupe de la Ligue |
| ------------------- | ----- | ----------- | --------------- | ----------------- |
| Nicolas Haquin      | 12    | 9           | 0               | 3                 |
| Yacine Brahimi      | 8     | 8           | 0               | 0                 |
| Romain Armand       | 5     | 5           | 0               | 0                 |
| Chafik Najih        | 5     | 4           | 0               | 1                 |
| Rachid Hamdani      | 3     | 3           | 0               | 0                 |
| Franck Chaussidière | 3     | 3           | 0               | 0                 |
| Loris Arnaud        | 3     | 3           | 0               | 0                 |
| Cédric Bockhorni    | 2     | 1           | 0               | 1                 |
| Mehdi Benatia       | 2     | 1           | 1               | 0                 |
| Mickaël Murcy       | 2     | 2           | 0               | 0                 |
| Ahmed Madouni       | 1     | 1           | 0               | 0                 |
| Jacques Salze       | 1     | 1           | 0               | 0                 |
| Martin Douillard    | 1     | 1           | 0               | 0                 |
| Samuel Darchy       | 1     | 1           | 0               | 0                 |
| c.s.c.              | 0     | 0           | 0               | 0                 |
| Total               | 54    | 48          | 1               | 5                 |